# 加麻乡
加麻乡，是中华人民共和国西藏自治区山南市琼结县下辖的一个乡镇级行政单位。

## 行政区划
加麻乡下辖以下地区：
加麻村、特仁村、扎西村、金珠村、白松村和昌嘎村。